# 館林の牛頭天王信仰
館林の牛頭天王信仰（たてばやしのごずてんのうしんこう）は、群馬県館林市の館林城城下町でさかんであった牛頭天王信仰。天正年間に連雀町で始まった六斎市の市神として牛頭天王が祀られたのに始まり、のちに足利町、谷越町、竪町の3ヶ所に分散し、その夏の祭礼が現在の館林まつりにまで連なる町民による信仰の系譜が主流である。そのほかに、江戸後期の秋元氏の館林移封時に、山形城下の八坂神社2社を外加法師・外伴木に遷座させたことによる、秋元家家中一部の鎮守として信仰された系譜も存在する。

## 歴史

### 連雀町への市神招聘
館林の市は、戦国時代の戦乱で一時中断していたが、北条氏支配の時代に再開された。『館林記』によると、北条氏規が館林城主であった頃である天正12年(1584年)12月、検断を務めていた小寺丹後の家に、小田原から来たういろう売りが宿をとった。その際に丹後が、「当地ではかつて六斎市が開かれていたが、今は絶えてしまっている。近郷の村からは市が立って欲しいと希望が上がっている」などと薬売りに相談したところ、薬売りは小田原に戻りそのことを北条氏直に進言した。氏直は館林より飯島源右衛門、鈴木半兵衛の2名を小田原に召して、市と市神の由来などを正したのち、市の設置と市神の鎮座を許可した。これにより三八の六斎市が連雀町で執り行われることになり、市神として八坂神社(牛頭天王)が同じく連雀町に奉斎された。小田原に呼ばれた2人のうち、鈴木は諸商売の荷物問屋を申し付けられ、もう1人の飯島は連雀商人の頭として、市神に関する一切を司ることとなった。

### 三町への市神遷座
連雀町から興った館林の六斎市であるが、市の規模が大きくなるにつれ、次第に周辺へと開催の場を移し、延宝期ごろまでには竪町、足利町、谷越町の三町が交互に開催するという形式に代わっていった。それに従い、市神として奉斎された牛頭天王も、これらの三町へ遷座したようである。ただし市神遷座の時期については明らかではない。宝永5年(1708年)の『館林町先規の次第覚書』では、当時の夏の天王祭は三町に奉斎された八坂社が主体となって催されているが、一方で後述する、連雀町の市神が借金の質草に取られた一件は、それより後の宝暦7年(1757年)に起こっている。おそらく、市神の遷座は一時になされたのではなく、慶長の頃から市の移動とともに連雀町の市神とは別に三町に牛頭天王が祀られ、徐々に移っていったものと思われる。
三町での八坂神社の場所は以下の通り。

#### 竪町の天王
別当寺である材木町法性院の境内に鎮座。末社として琴平神社があった。現館林市仲町8、太神宮の西付近。

#### 谷越町の天王
別当寺である円蔵院の境内に鎮座。末社として猿田彦神社があった。現館林市仲町4、青梅神社北側に隣接していた。

#### 足利町の天王
別当寺である密蔵院の境内に鎮座。往時の境内は411坪あり、末社として琴平神社、稲荷神社、三峯神社、長乳歯神社があった。現館林市本町1丁目8、琴平神社付近。

### 山形よりの遷座
館林藩最後の藩主家である秋元家は山形藩からの転封であったが、弘化3年(1846年)の館林入封の際に一部家中のものが、彼らの鎮守であった山形城下の2ヶ所の八坂神社を館林城下の外加法師・外伴木に遷座させた。一部家中の鎮守のため祭事なども氏子持ちで藩祭ではなかったが、後述する激しい祭礼に見えるように、信仰は厚かったものと思われる。

#### 外加法師の八坂神社
山形城内の旧奉斎地は鍄口であったと伝わる。現館林市尾曳町14、館林市立第三小学校付近。

#### 外伴木の八坂神社
山形城内の旧奉斎地は十日町口であったと伝わる。合殿として顕照稲荷が祀られていた。現館林市尾曳町26付近。

## 天王祭

### 三町の天王祭
三町の天王社の祭礼である天王祭は、毎年6月7日に執り行われてきた。

#### 綱吉治世頃の天王祭
宝永5年(1708年)の『館林町先規の次第覚書』によると、徳川綱吉が館林藩主であった時代の天王祭の様子は以下のようであった。
- 祭礼7日前の6月朔日、藩から資材が下げ渡され[注釈 7]、市中の3ヶ所に仮屋が築かれた[24]。
- 祭礼当日は三社の神輿がそれぞれ市中を渡御したが、山伏や巫女に護られ神馬、榊、獅子舞、太鼓、鉾などとの行列を作り、片町で3つの神輿が落ち合った[25]。
- 行列を整えて大手門を入り、千貫橋を渡って入城し、城主、城代の拝礼を受けつつ神楽を奉納[25]。城代からは奉納物が支給された[注釈 8][25]。
- 城主の拝礼後に神輿は下城し、町中を渡御した[25]。

後世に記された享保14年(1729年)の『館林町差出之写牛頭天王一件四箇条』によると、以下のようなことも行われたようである。
- 地踊りや作り物、練り物などの芸能が出て、前日6日の宵祭には町の両奉行両検断前にて、本祭当日には城内丸戸張にて芸能奉納後、町内に戻った[25]。
- 城を掃き清め、城内御台所にて屋台狂言なども実施された[25]。
- 三社の幣束は町与力へ預けられ、町奉行へ奏上された[25]。

天王の鎮座地三町以外の各町は、三分されいずれもこれに属した。
これらの町グループのうち1つが「年役」と呼ばれその年の天王祭の祭事を司り、他の1つが「助け(すけ)役」と呼ばれ年役を補佐する役割を担い、年役と助け役を年番で3つの町グループが担当した。この年役、助け役を担当した町内では、町内での飾り物出展や演劇の催事、または山車を出すなど趣向をこらし、夜を徹して祭は盛り上がったようである。
また、神輿渡御時の輿丁(よちょう、担ぎ手)としては、周辺農村の農民が多く奉仕した。神輿の登城に伴い城の中に入ることができる機会として、喜んで応援に訪れたことに端を発して、ついには慣例になったようである。

#### 享保年間頃の天王祭
享保14年(1729年)の『館林町差出之写牛頭天王一件四箇条』によると、多くは綱吉時代を踏襲しつつも、
- 幣束は紺屋町の修験道寺院であった加納院より検断、町奉行を経て城代に挙げられ、城内参拝後に城に納めた。
- 豪奢を戒めるためか、屋台狂言は止めよとの通達があり、4年ほど屋台狂言は行われなかった。

などの違いがあったようである。

#### 文政年間頃の天王祭
文政13年(1830年)の『館林町竪町・谷越町・足利町牛頭天王祭礼一件』によると、町内から奉行所への伺いに、従来からのしきたりとして
- 三社の神輿を城内まで渡御し、笠鉾、作り物、屋台、子供踊り屋台を披露すること。
- また城内で神楽を奉納し、幣束を神主より寺社取り次ぎの者へ渡し、城代がそれを受け取り、櫓へ納めること。
- 城下町で軽業や操り人形を催したい場合は、申し出を出すので、場所を定め承認届を出すこと。

を列記して、昨今の改革の御触書を経ても同様に取り計らってくれるよう申し出ている。奉行所よりは、従来のしきたりであることは承ったが、新規のことは許可しないのでしないこと、また従来のことであっても度を越えれば取り締まらないことはないので、節度をもって行うことを通達している。

#### 天保年間頃の天王祭
江戸時代も末期となると、祭礼のしきたりも大分乱れてきたらしく、天保4年(1833年)の『天王祭礼之儀ニ付申渡』では、新たに町惣代や名主の間で取り決めができた。
これによると、綱吉時代の御供米6俵が半分の3俵に減らされているが、初穂料は従前どおり1社あたり1貫文、3社で3貫文であった。
また町内での八丁注連(はっちょうしめ)や仮屋の場所も記録に残されている。
町内八丁注連、五月晦日より六月十五日迄左の通

　　　片町・並木町　入り口壱ヶ所

　　　片町・連雀町　入り口壱ヶ所

　　　片町・鍛冶町　入り口壱ヶ所

　　　加法師　入り口壱ヶ所

　　　台宿町・足利町　入り口壱ヶ所

　　　塚場町・鞘町　入り口壱ヶ所

　　　塚場町、太田口内　入り口壱ヶ所

　　　竪町・材木町　入り口壱ヶ所

　　　目車町・新紺屋町　入り口壱ヶ所

　　　新紺屋町・本紺屋町　入り口壱ヶ所

　　　肴町　入り口壱ヶ所

　　　江戸口　壱ヶ所

　　　佐野口　壱ヶ所

　　　材木町、高徳寺前　壱ヶ所

　　　新紺屋町、加納院前　壱ヶ所

　　　木挽町、山神前　壱ヶ所

天王仮家、六月朔日より六月十五日迄左の通

　　　竪町、定使(じょうづかい)屋敷前

　　　材木町、市右衛門前

　　　谷越町、四ヶ所

　　　足利町、小辻

#### 明治前後の天王祭
明治2年(1869年)の『宮杉家公用記』によると、天王祭での各町の行列の一覧は以下のようであったという。
○竪町牛頭天王行列

笠鉾壹本(出シ猿) 連雀町、　　笠鉾壹本(出シ陣太鼓) 横町

笠鉾壹本(出シ素盞嗚命) 鞘町、　　笠鉾壹本(出シ斧幣帛) 木挽町

笠鉾壹本(出シ武蔵野) 材木町

神馬二疋(口附四人)　　榊持二人　　獅子持二人　　太鼓持二人　　鉾持二人

神輿八人　　臺持一人　　神子一人　　下女一人　　修験二人

山伏二人　　小使一人　　鞍馬一疋(口附一人)

○谷越町牛頭天王行列

笠鉾壹本(出シ劔) 片町、　　笠鉾壹本(出シ幣帛) 大工町

笠鉾壹本(出シ小鍛冶宗近) 鍛冶町、　　笠鉾壹本(出シ武蔵野) 肴町

笠鉾壹本(出シ武蔵野) 目車町、　　笠鉾壹本(出シ武蔵野) 新紺屋町

笠鉾壹本(出シ武蔵野) 本紺屋町

神馬二疋(口附四人)　　榊持二人　　獅子持二人　　太鼓持二人

鉾持二人　　神輿八人　　修験二人　　神子一人

下女一人　　乗馬一疋(口附一人)　　壺持一人

○足利町牛頭天王行列

笠鉾壹本(出シ幣帛) 並木町、　　笠鉾壹本(出シ幣帛) 塚場町

笠鉾壹本(出シ幣帛) 臺宿町

神馬二疋(口附四人)　　榊持二人　　獅子持二人　　太鼓持二人

鉾持二人　　神輿八人　　山伏一人　　神子一人

下女一人　　鞍馬一疋(口附一人)　　壺持一人

### 外加法師、外伴木の獅子頭渡御
外加法師、外伴木の八坂神社は、両社とも家中の者が山形の旧社より館林に捧持して来た獅子頭を所持していた。夏祭りになるとこの獅子頭の後ろに長い幕を結び、氏子家中の若い者たちが大勢その幕を被って、二社を発ってムカデのように市中を練り歩いたという。

## 逸話

### 借金の質草に取られた市神
竪町の旧家に伝わっていた古文書に、連雀町の市神に関するおもしろい逸話が記されている。
連雀町に住んでいた与五兵衛は古来より市神を所持していたが、元文2年(1737年)に善導寺の祠堂奉納金の返済に困り、同じ連雀町内の12人から12両を借り受け、その質草として市神を預けていた。しかし借金を返すどころかいよいよ金策に困り、家屋敷を売り払って連雀町を出、他町へ移転を考えないといけないところまで追い込まれてしまった。そこで与五兵衛が金を貸してくれた12人に相談して言うには、このまま彼が他町へ出ることにもなると、将来もし返済ができた際に市神を返してもらうと、市神が連雀町外に流出してしまうことになってしまう。今借金を帳消しにしてくれれば、市神を連雀町外に流出させてしまうようなことは二度と行わないので、借金を免除し市神を返して欲しいと主張し、12人にその条件を飲ませて借金の免除を受けることに成功している。

### 流血を呼ぶ獅子頭渡御
外加法師、外伴木の八坂神社の獅子頭は、いずれも目を怒らし歯を食いしばった獰猛な形相で、特に外伴木のものは左甚五郎の霊作とされるものでその凶悪さは群を抜き、「人の血を見なければ鎮まらない」という伝説を持つほどであった。夏祭りでの渡御の際に、そのいかつい獅子頭を先頭にムカデのように練り歩く様子はさながら狂ったようで、家中の屋敷はもちろん民衆の町家にまで押し入って乱暴狼藉を働き、伝説の言う如く血を見なければ収まらなかったこともあったようである。しかしながらこれらの乱暴狼藉を藩庁は「神意」として扱い、取締ることはなかったようである。

## 廃社とその後
ここでは、各天王社が廃社されて後、現在までの状況について述べる。

### 連雀子育観音
連雀町の市神は早くに三町へと遷されたが、その境内であったと伝わる場所に、「連雀子育観音」と呼ばれている堂宇が現在に至るまで残っている。伝わるところによると、市神の境内にあったこの観音堂は、元気で利発な子が育つというその霊験から住民の信仰を集め、市神遷座時も住民こぞっての希望で当地に据え置かれたという。弘化3年(1846年)の井上河内守から秋元但馬守への引継書でもこの観音堂について言及されているなど、名の知られた観音堂であった。

### 神社整理の影響
江戸期を通じて信仰を集めた三町の八坂神社(天王社)であったが、明治に入り神社合祀政策の煽りを受け、周辺神社に合祀され廃絶することとなった。同様に山形から遷座した八坂神社二座についても、合祀廃絶されている。

#### 谷越町青梅神社への合祀
谷越町の八坂神社は、1910年(明治43年)10月25日に許可を受け、南に隣接していた青梅神社に合祀された。

#### 代官町長良神社への合祀
足利町及び竪町の八坂神社は、1910年10月21日に許可を受け、それぞれの末社とともに代官町の長良神社に合祀された。足利町の八坂神社末社のうち琴平神社は、信奉者によって合祀後再び旧地に新たに祀り直されている。

#### 尾曳稲荷神社への合祀
山形より遷座された外加法師、外伴木の八坂神社は、廃藩置県後元家中による堂宇の維持もままならなくなり、1910年11月14日に尾曳稲荷神社に合祀された。

### 祭のその後

#### 三町の天王祭
三町の八坂神社が合祀された後も、天王祭を起源とする夏祭りは継続され、昭和初期までは山車の渡御も続いていたようである。1975年(昭和50年)、市内の各地の夏祭りが新たに「館林まつり」として統合され、毎年7月第3日曜日とその前日に行われ、本町通りで民踊流しや大人みこしが催される現在の形となった。

#### 獅子頭渡御
長年の使用のため傷みが激しくなっていた外加法師、外伴木の八坂神社の持つ獅子頭は、1887年(明治20年)ごろに連雀町の彫刻師であった五月女助三春光に依頼し同形の新しいものを作らせているため、その頃までは祭事は継続していたのではないかと推定される。外加法師のものか外伴木のものかは定かではないが、いずれかの獅子頭は両社の合祀とともに尾曳稲荷に収められ、現在まで文化財として伝わっている。

## 所在地図

### 秋元時代の古地図

#### 部分拡大

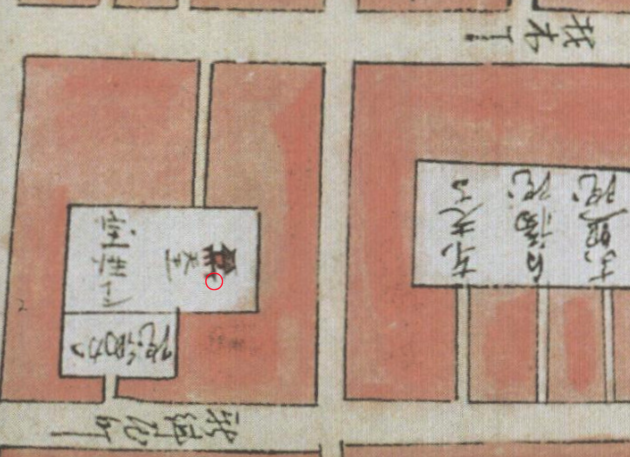
竪町の天王。別当である法性院(地図中では宝性イン)も見える。
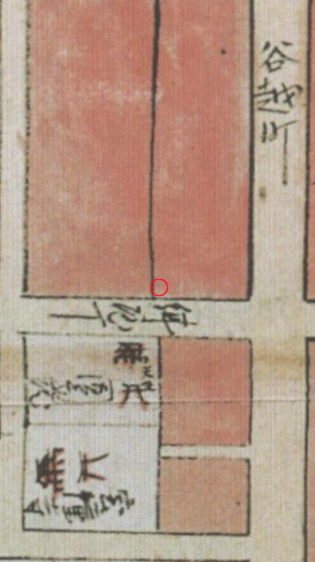
谷越町の天王。別当である円蔵院の他、南に接する宝幢寺内には青梅神社も見える。
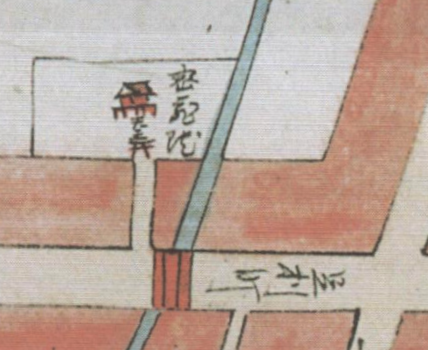
足利町の天王。別当である密蔵院も見える。
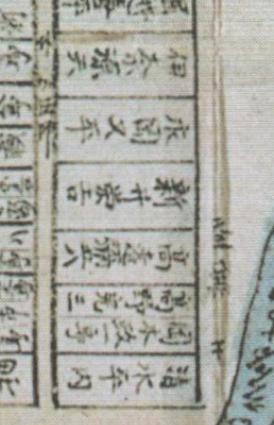
外加法師の八坂神社。
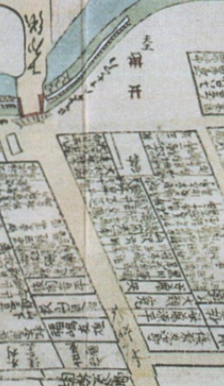
外伴木の八坂神社。